# スポーン
スポーン (Spawn) は、1992年にアメリカのイメージ・コミック社から出版された、トッド・マクファーレン原作の複数のアメリカン・コミックタイトルとそれに登場するスーパーヒーローの名前。スポーンという語には「ヒヨッ子」という意味もあるが、「地獄の使い」と言う意味でその名が付けられた。2009年までに世界120カ国で約1億9000万部が出版された。2012年に創刊20周年を迎え、2015年にシリーズ250号を突破。ここではキャラクターとしてのスポーンと作品としてのスポーンに分けて記述する。

## キャラクター
本名、アル・シモンズ。黒人。別名、ヘルスポーン。身長2m、体重200kg。妻はワンダ・ブレイク。
黒いコスチューム（ネクロプラズミック・アーマー）は、意思を有する魔界の寄生生物で、宿主であるスポーンを守るために巨大な真紅のマント、チェーン、スパイク、両腕の鉤爪などを操って自ら攻撃や防御を行う。マスクの中の素顔は醜く焼けただれている。既に死んだ肉体が魔力で動いているため傷がついても血が吹き出るようなことは一切なく、顔にバットラングが突き刺さっても裂けた傷口をスニーカーの靴ひもで縛っただけで済ませていた。魔界から与えられた強大な魔力を有し、それは緑の炎で現されることが多い。
魔力は有限であり、連載当初はスポーンが魔力を行使する度に読者のみに見える4桁の数字が段々減っていき、これが0になった時点でスポーンの魂は地獄に堕ちるとされていた。魔力で普通の人間に姿を変えることも可能ではあるが、生前とは全く似ていない白人の姿にしかなれないため、黒人であることにプライドを持つアルはほとんど使用していない。

## コミック

### 概要
作中に殺伐とした描写が多いのが特徴だが、主要なテーマに「愛」を掲げ、『愛の前には通常の善悪の基準など何ら意味をなさない』とするストーリー展開に創刊直後から人気が沸騰。創立直後のイメージ・コミックを、たちまち業界NO.3に引き上げた。作者自らが立ち上げたマクファーレン・トイズより発売されたアクションフィギュアは非常に出来がよく、1994年から2008年まで長期に渡りシリーズが出続けており、一時は日本でもコレクションが大ブームとなった。
原作者であるトッド・マクファーレンによれば、スポーンの原型はトッドがアマチュア時代に構想していたキャラクターであるという。作品の創立時点ではそのイメージや設定を練り直し、自身が家族を持っていた影響や人生観を反映したという。

### コミックス・シリーズ
1992年からほぼ毎月1号が発行され、4～5巻で一つのストーリーを構成する形態をとる。
- Book 1, "Beginnings", 1–5
- Book 2, "Dark Discoveries", 6–9, 11
- Book 3, "Book 3", 12–15
- Book 4, "Book 4", 16–20
- Book 5, "Death and Rebirth", 21–25
- Book 6, "Pathway to Judgement", 26–30
- Book 7, "Deadman's Touch", 31–34
- Book 8, "Betrayal of Blood", 35–38
- Book 9, "Urban Jungle", 39–42
- Book 10, "Vengeance of the Dead", 43–47
- Book 11, "Crossroads", 48–50 (50 is double-sized)
- Book 12, "Immortality", 51–54
- Spawn: Capital Collection (1993年1月)  issues 1-3
- Spawn: The Armageddon Collection Part 1 issues 150–155
- Spawn: The Armageddon Collection Part 2 issues 156–164
- Spawn: The Complete Armageddon Collection issues 150–164
- Spawn: New Flesh Collection (2007年12月) issues 166–169
- Spawn: Neo Noir issues 170–175
- Spawn: Endgame Volume 1 (2009年7月) issues 185–190
- Spawn: Endgame Volume 2 (2010年4月) issues 191–196
- Spawn: Endgame Collection (2011年1月) Endgame Vol 1 and 2 (issues 185–196)
- Spawn: New Beginnings Volume 1 (2011年7月) issues 201–206.
- Spawn: New Beginnings Volume 2 (2012年3月) issues 207–212.
- (2011年10月 - 2015年2月) issues 213-250
- Spawn: Resurrection (2015年11月) Spawn: Resurrection #1 および issues 251–255.
- Spawn: Satan Saga Wars (June 21, 2016) – collects SPAWN #256-262
- (2016年10月) #263-266
- (2016年11月 - 連載中) #267-

### あらすじ
優秀なCIA工作員であったアル・シモンズは、魔界第8階層の支配者マレボルギアの目に止まり、暗殺された。魔界に送り込まれたアルは最愛の妻ワンダと再会するためにマレボルギアと契約を交わし、魔界の軍団構成員“ヘルスポーン“となった。80億ものスポーンの軍勢を率いる将官候補として特別にスカウトされたアルは、マレボルギアの策略で「5年後の」地球に跳ばされた。そこでアルは、妻がかつての親友と再婚しており、子供までいることを知り絶望する。そんな彼の前にクラウンと名乗る小男が現れ、彼が超常的な力を持つ魔界の尖兵スポーンであることを告げる。
スラム地区に居を構えたスポーンは彼を王と慕うホームレスたちや自らを守るために、マフィアやサイボーグ、天界から送り込まれたアンチスポーン「リディーマー」らと戦う。天使アンジェラとは敵として相争い、その後は共闘する仲となっていく。
うち続く戦いの中で“地球”の意志に触れたスポーンは、魔界に属する存在ではなくなり、彼は自らの信じる正義に基づいて罪を犯した魂を殺害していく影のヒーローと変わっていく。

### 登場キャラクター

#### 魔界
アル・シモンズ / スポーン（Al Simmons / Spawn）
本作の主人公。通称「アル」。地獄の尖兵。詳しくは#キャラクターを参照。
マレボルギア（Malebolgia)
魔界第8階層の支配者。資料によってはマルボルギア、メルボージャと書かれている場合あり。
バイオレーター（Violator）
マレボルギアの手下。スポーンの監視役。似たような姿の弟たちがおり、「フレビアック兄弟」として恐れられている。
クラウン（Clown)
バイオレーターのヒューマンフォーム（人間体）。
マンモン（Mammon)
強力な悪魔の1人。人間時はインテリな容姿をしていて、常に紳士的な態度をとる。

#### 天界
アンジェラ（Angela)
天界の闘天使でトップクラスの戦士。番外編の「アンジェラ」でスポーンと手を組んで汚名をそそいだこともある。脚本家のニール・ゲイマンが生み出したキャラだが、ニールとトッド・マクファーレンとの間で権利帰属を巡る裁判となり、2013年以降はニールを経由してマーベル・コミック社のキャラクターとなった。
「エイジ・オブ・ウルトロン」以降、マーベル・コミックへ本格参入。ガーディアンズ・オブ・ギャラクシーに捕えられ、行動をともにし、アスガルドを訪れた際、マイティ・ソーの妹ということが発覚する。
リディーマー（The Redeemer)
天界から送り込まれた対スポーン用の戦士で、「アンチ・スポーン」とも呼ばれる。炎の精霊の力を借り、スポーンを追いつめる。
ティファニー（Tiffany)
アンジェラと同じ天界の闘戦士。

#### 重複地帯
ハリー・フーディニー（Harry Houdini)
実在の大手品師。本作では天界でも魔界でもない「重複地帯」と呼ばれる異世界からのエージェントとして登場。本物の魔法の力を駆使しスポーンに能力の制御法を教え、共闘する。

#### アルの知人・協力者
カリオストロ伯爵（Cogliostro)
アルに助言を与え、見守る謎の男。
サム・バーク（Sam Burke）
かつては腕利きの警官であったが、現在は私立探偵。猪突猛進の大巨漢で、常に何かを食べている。
トゥイッチ・ウィリアムス（Twitch Williams）
サムとコンビを組む元刑事の私立探偵。7人の子供を持つ狙撃手で、情報収集も得意としている。
ワンダ・ブレイク（Wanda Blake）
アルのかつての伴侶。現在はテリーと結婚している。名前の由来はトッド・マクファーレンの妻の名前から。
テリー・フィッツジェラルド（Terry Fitzgerald）
アルの親友でワンダの夫。CIA本部に勤めている。
サイアン・フィッツジェラルド（Cyan Fitzgerald）
テリーとワンダの娘。名前の由来はトッド・マクファーレンの娘から。
バットマン（Batman)
他社DCコミックスのキャラクター。彼の住む街での悪魔の発現に際し共闘する。

#### その他のヴィラン
ジェイソン・ウィン（Jason Wynn）
CIA本部に勤めるアルとテリーの上司。アルを殺すための策略を立て、チャペルを差し向けて殺させた。
ブルース・チャペル（Chapel）
アルの同僚。優秀だが人間性に問題がある男で、アルを暗殺した張本人でもある。
トニー・ツイスト（Tony Twist）
マフィアのドン。ウィンと繋がりがある。
オーバートキル（Overt-Kill）
マフィアのサイボーグ。イタリアンマフィアからトニー・ツイストに貸し出された。頭脳以外は全て機械化されており、過剰殺戮（オーバーキル）の異名を持つ。
ビリー・キンケイド（Billy Kincaid）
子供ばかりを狙う連続殺人鬼。スポーンによって無残な形で処刑された。
トレマー（Tremor）
元は人間の殺し屋だったが、トニー・ツイストに改造され怪物のような姿のサイボーグになった。家族を殺したトニーに復讐しようとしている。
ザ・カース（The Curse）
スポーンを悪魔として抹殺しようとする狂信者。全身をサイボーグ化している。
ザ・フリーク（The Freak）
離婚のショックから自分をスーパーヒーローだと思いこむようになった精神病患者。ホームレスの王であるスポーンの地位を狙う。
サイゴー（Cy-Gor）
アルの友人であったマイクの頭脳を移植されたゴリラのサイボーグ。
サンスカー（John Sansker）
ニューヨーク市警に招かれた男。しかし本当の正体は、18世紀から生き続ける吸血鬼。

### 邦訳コミック
全てメディアワークス刊。
権利の関係上全て絶版となっている。
- スポーン 日本語版 1〜26巻

本編の翻訳版。海外での86話までを収録している。日本展開はマレボルギアとの決着を見る一つの大きな区切りである100話を目前にして終了してしまった。
- カースオブスポーン 日本語版 1〜6巻

話毎に主人公が代わる短編集。アルとは別に世紀末の世界や、ギリシャ神話の世界に生まれたスポーン等が登場する。
- スポーン・ブラッドフュード 日本語版

外伝。スポーンのコスチュームの謎などが描かれる。
- アンジェラ 日本語版
- バイオレーター 日本語版

バイオレーターとその兄弟たちの死闘を描く。
- メディーバル/ウィッチブレイド 日本語版

同じイメージ・コミックのキャラであるウィッチブレイドとのクロスオーバー作品。この作品に登場するスポーンはアル・シモンズではなく、メディーバル・スポーンという中世に存在した元騎士のスポーン。
- スポーン/バットマン 日本語版

バットマンとのクロスオーバー作品。競演作のほか、映画版のコミカライズが収録されている。

#### その他
- SHADOWS OF SPAWN 1〜3巻

メディアワークス刊。所十三による作品。本命であるアルの影として生まれた他のスポーンの物語。

## 映画
| 年   | 題名           | 監督                   | 脚本                                                       | 主演                       |
| ---- | -------------- | ---------------------- | ---------------------------------------------------------- | -------------------------- |
| 1997 | スポーン Spawn | マーク・A・Z・ディッぺ | アラン・B・マッケルロイ                                    | マイケル・ジェイ・ホワイト |
| 2025 | King Spawn     | TBA                    | スコット・シルヴァー マルコム・スペルマン マット・ミクソン | ジェイミー・フォックス     |

## アニメ
アメリカ合衆国のHBOにて、Todd McFarlane's Spawn というタイトルで1997年から1999年まで放送された。1999年、プライムタイム・エミー賞アニメーション番組部門（1時間以上) を受賞した。日本では1998年1月にフジテレビでシーズン1が日本語字幕で日本初放送。1年後にWOWOWでシーズン1とシーズン2の日本語字幕版を放送。その後カートゥーン ネットワークにおいて『SPAWN スポーン The Animated Series』というタイトルで日本語吹き替え版が12話まで放送された。
2018年より、Amazonプライムビデオにおいて『トッド・マクファーレンのスポーン』というタイトルで配信された。字幕版はシーズン3までの全18話があるが、日本語吹き替え版はシーズン2までのみとなる。

### 登場人物

#### スポーンサイド
- スポーン/アル・シモンズ（声 - 大塚明夫/英 - キース・デイヴィッド）
- カリオストロ（声 - 北村弘一/英 - リチャード・A・ダイサート）
- サム・バーク（声 - 小山武宏/英 - ジェームズ・キーン）
- トゥイッチ・ウィリアムス（声 - 城山堅/英 - マイケル・マクシェーン）
- ワンダ・ブレイク（声 - 林佳代子/英 - ドミニク・ジェニングス）
- テリー・フィッツジェラルド（声 - /英 - ヴィクター・ラヴ）
- サイアン（声 - /英 - キャス・スーシー）
- ギャレッブ（声 - 神谷和夫/英 - マイケル・マクシェーン）

#### ヴィラン
- バイオレーター/クラウン（声 - 千田光男/英 - マイケル・ニコロージ）
- ジェイソン・ウィン（声 - 有本欽隆/英 - ジョイン・ラフター・リー）
- ブルース・チャペル（声 - 小形満/英 - ルーベン・サンチャゴ＝ハドソン）
- トニー・トゥイスト（声 - /英 - ジェームズ・キーン）
- オーバートキル（声 - 中田和宏/英 - ジェームズ・ヘインズ）
- ビリー・キンケイド（声 - /英 - ロニー・コックス）
- ジェード/リサ・ウー（声 - /英 - ミン・ナ）

#### その他
- アンジェラ（声 - /英 - デニス・ポワリエ）[4]
- スコット・マクミラン上院議員（声 - 北村弘一/英 - ロニー・コックス）

### スタッフ
- 制作総指揮 - トッド・マクファーレン
- 総監督 - エリック・ラドムスキ→フランク・パウル
- 音楽 - シャーリー・ウォーカー→J・ピーター・ロビンソン
- OPアニメーション - マッドハウス（監督 - 川尻善昭、原画 - 兼森義則）
- 海外アニメーション制作 - KOKO ENTERTAINMENT（シーズン1[注 1]）、マッドハウス（シーズン2[注 2]）、DR MOVIE（シーズン3[注 3]）、ムークアニメーション（シーズン3[5]）
- 製作 - トッド・マクファーレン・エンターテイメント、HBOアニメーション

### サブタイトル
第1シーズン (1997)
第1話 むしばむ悪夢
第2話 悪意
第3話 地獄の果し合い
第4話 連鎖反応
第5話 狙われた命
第6話 ゲーム終了
第2シーズン (1998)
第7話 発狂
第8話 歪んだ夢
第9話 血の色
第10話 追跡
第11話 記者の直感
第12話 対面
第3シーズン (1999)
第13話 地獄の誘惑
第14話 カリオストロの秘密
第15話 マントの威力
第16話 狩人
第17話 不可侵な仮面
第18話 予言

### 放送局
| 放送局                    | 放送期間                | 放送時間                                      | 備考                                     |
| ------------------------- | ----------------------- | --------------------------------------------- | ---------------------------------------- |
| フジテレビ                | 1998年1月3日・1月4日    | 土曜 1時15分 - 2時15分 日曜 0時45分 - 2時10分 | 日本語字幕版を放送（シーズン1）。        |
| WOWOW                     | 1999年2月15日 - 2月17日 | 不明                                          | 日本語字幕版を放送（シーズン1・2）。     |
| カートゥーン ネットワーク | 2002年7月頃             | 不明                                          | 日本語吹き替え版を放送（シーズン1・2）。 |

## ノヴェライズ
- スポーン（著：ロブ・マグレガー、メディアワークス／主婦の友社）ISBN 4-07-308123-3

## ゲーム
- Todd McFarlane's Spawn: The Video Game（1994年、Acclaim、スーパーファミコン用ソフト）国内未発売
- スポーン・ジ・エターナル（1997年、日本の発売はハドソン、 開発はSony Interactive Studios America、PlayStation用ソフト）
- SPAWN THE ULTIMATE (1998年、オラシオン、PlayStation用ソフト) - 1997年の映画のマルチメディアショーケース
- Spawn（1999年、コナミ、ゲームボーイカラー用ソフト）国内未発売
- スポーン イン ザ デーモンズ ハンド（2000年、カプコン、アーケード、ドリームキャスト用ソフト)
- スポーン 運命の鎖（2004年、ナムコ、PlayStation 2用ソフト、開発はPoint of View）
- ソウルキャリバーII（2003年、ナムコ、Xbox / 2014年、PlayStation 3） - スポーンがゲスト登場。声は大塚明夫。
- モータルコンバット 11（2019年 、ワーナー・ブラザース・インタラクティブ・エンターテイメント、PlayStation 4 、Xbox One、Nintendo Switch、Windows用ソフト）日本未発売、DLCゲストキャラクター
- コール オブ デューティ モダン・ウォーフェアII/III、ウォーゾーン2.0（2023年、Activision、PlayStation 4、PlayStation 5、Xbox Series X/S、Xbox One、Windows用ソフト）MWII/WZ2.0 シーズン06にてスポーンがゲストキャラクターとして、バイオレーター、クラウン、ディスラプター、ソウルクラシャーはオペレータースキンで登場。